# Kremlin Cup 1992
La Kremlin Cup 1992 è stato un torneo di tennis giocato sul cemento indoor.
È stata la 3ª edizione della Kremlin Cup, che fa parte della categoria World Series nell'ambito dell'ATP Tour 1992. Il torneo si è giocato allo Stadio Olimpico di Mosca, 
in Russia, dal 9 al 15 novembre 1992.

## Campioni

### Singolare maschile
Marc Rosset ha battuto in finale  Carl-Uwe Steeb con il punteggio di 6–2, 6–2

### Doppio maschile
Marius Barnard /  John-Laffnie de Jager hanno battuto in finale  David Adams /  Andrej Ol'chovskij con il punteggio di 6–4, 3–6, 7–6